# 5 cm FlaK 41
La 5 cm FlaK 41 era un di cannone automatico antiaereo tedesco della seconda guerra mondiale, progettato per la copertura dell'area oltre il raggio d'azione del 3,7 cm FlaK, ma all'interno del raggio d'azione dei pezzi da 75 mm. Si dimostrò inadeguato e venne prodotto in piccole quantità.

## Sviluppo
Lo sviluppo del cannone procedette a rilento; iniziò nel 1936, ma il contratto di produzione venne assegnato alla Rheinmetall-Borsig solo nel 1940. Il FlaK 41 venne realizzato in due versioni, una trainata su due assali ed un'altra in installazione fissa per la difesa dei complessi industriali maggiori. Nessuno dei due modelli si dimostrò soddisfacente e soffrirono dei medesimi problemi. La velocità di brandeggio era troppo bassa per ingaggiare bersagli ad alta velocità e la bocca da fuoco era sottopotenziata, anche se la fiammata era abbastanza potente da abbagliare il puntatore anche in pieno giorno. La relativamente pesante munizione era ingombrante e scomoda da gestire nelle clip da 5 colpi.
In tutto furono realizzati 60 pezzi, a partire dal 1941, alcuni ancora operativi nel 1945.
Al FlaK 41 seguirono alcuni tentativi di creare un cannone anticarro medio in calibro 55 mm con il progetto Gerät 58 ed un altro in calibro 50 mm derivato dal cannone anticarro 5 cm PaK 38, conosciuto come Gerät 241.

## Tecnica
L'arma era un cannone automatico azionato a sottrazione di gas. La canna, sostituibile sul campo, aveva rigatura destrorsa progressiva a 20 righe e vistoso tromboncino spegnifiamma conico a "pepper pot". L'otturatore era a blocco cadente, simile a quello del 3,7 cm FlaK; esso dall'alto si abbassava ingaggiando i risalti sulla culatta e chiudendo la camera di sparo. La canna era collegata alla culla da un freno di sparo e da un recuperatore, formato da due molle a spirale affiancate. La culla era incavalcata tramite orecchionerie su un affusto che brandeggiava sulla piattaforma di tiro cruciforme, con corta barra di traino frontale, una lunga gamba fissa posteriore e due gambe pieghevoli laterali più corte. In posizione di tiro la piattaforma poggiava sulla gamba fissa posteriore e sulle due laterali dispiegate, munite di martinetto all'estremità per il livellamento; il livellamento di precisione si otteneva agendo, tramite manovelle, su delle viti alla base dell'anello dell'affusto. In configurazione di marcia le due code laterali si ripiegavano e si montavano alla piattaforma due assali.
Il cannoniere sedeva su lato destro, con i manovellismi per il brandeggio e gli organi di mira. La staffa con gli organi di mira era collegata ad un albero trasversale alle mire del puntatore di sinistra, che invece agiva sulla manovella di elevazione. Normalmente il pezzo era servito da una squadra di sette artiglieri.